# Curb Your Enthusiasm
Curb Your Enthusiasm (El show de Larry David en Hispanoamérica y Larry David en España) es una serie de televisión estadounidense de HBO. Es una sitcom ideada por Larry David escritor, cocreador y productor ejecutivo de Seinfeld, quien también es el personaje principal de Curb Your Enthusiasm y el productor, guionista y realizador. La serie también es conocida con el nombre de Curb. Desde su estreno el 15 de octubre de 2000, la serie fue candidata a más de veinte premios Emmy y cinco Golden Globe, ganando la categoría a la mejor comedia en ambos premios.
Las historias transcurren en Los Ángeles y están basadas en la vida de Larry David como guionista y productor de televisión semirretirado después de su éxito con Seinfeld. La serie es frecuentemente señalada como una idea reforzada del concepto de Seinfeld, "un programa sobre nada".
Curb Your Enthusiasm se graba con cámaras portátiles, lo que hace que su producción esté fuera del concepto tradicional o convencional de una serie televisiva, ignorando el guion y dando preferencia para los detalles de la escena e improvisaciones en los diálogos.
Aunque la mayoría de las escenas están basadas en acontecimientos de la vida de Larry David, él admite que el personaje no es un retrato perfecto de él. En una entrevista, Larry afirmó que en el personaje de la serie no puede ser él verdaderamente dado a su "sensibilidad" con las otras personas y los convencionalismos sociales.
La hasta entonces última temporada se emitió en 2011, ante lo cual Larry David expresó que tras la crítica cosechada con el final de Seinfeld, dudaba de si era adecuado darle un final determinado a esta serie. Debido a esa declaración se consideró que en realidad no se había planteado un final definitivo de la serie, además, los ejecutivos de HBO aseguraron que en cualquier momento se podría retomar el proyecto si David lo deseaba.
Una de las características de la serie es que la continuidad de la historia es dependiente de las ideas de Larry David, por lo que a diferencia de otros programas, en este caso no hay un ciclo fijo de emisión de nuevas temporadas, situación que ha llevado a la existencia de nueve temporadas en 16 años de recorrido. Esta situación provocó un parón de cinco años entre el final de la octava temporada, emitido en septiembre de 2011, y el anuncio de la novena temporada, que se dio a conocer en junio de 2016.
La primera temporada se estrenó en España el 5 de enero de 2004 por Paramount Comedy, luego la serie pasó por TNT, La 2 y La Sexta. La novena temporada se estrenó el 1 de octubre de 2017 en EE. UU., el 2 de octubre en España por HBO y el 6 de octubre en Hispanoamérica, siempre por HBO. El 14 de diciembre de 2017 se anunció la renovación de la serie por una décima temporada, cuya producción inició en la primavera de 2018.
Hasta la fecha se han emitido 12 temporadas, con la emisión de la última temporada, y despedida de la serie, entre febrero y abril de 2024. El último episodio se emitió el 7 de abril.

## Premios y nominaciones
| Año  | Categoría                                        | Persona                                     | Resultado |
| ---- | ------------------------------------------------ | ------------------------------------------- | --------- |
| 2001 | Mejor dirección en una serie de comedia          | Robert B. Weide                             | Nominado  |
| 2001 | Mejor serie de comedia                           | Mejor serie de comedia                      | Nominada  |
| 2002 | Mejor dirección en una serie de comedia          | Robert B. Weide                             | Ganador   |
| 2002 | Mejor casting en una serie de comedia            | Ronnie Yeskel, Richard Hicks y Marla Garlin | Nominados |
| 2002 | Mejor dirección en una serie de comedia          | Larry Charles                               | Nominado  |
| 2002 | Mejor dirección en una serie de comedia          | Bryan Gordon                                | Nominado  |
| 2002 | Mejor dirección en una serie de comedia          | David Steinberg                             | Nominado  |
| 2002 | Mejor montaje en una serie de comedia monocámara | Jon Corn                                    | Nominado  |
| 2002 | Mejor montaje en una serie de comedia monocámara | Steven Rasch                                | Nominado  |
| 2002 | Mejor actor - Serie de comedia                   | Larry David                                 | Nominado  |
| 2002 | Mejor actriz de reparto - Serie de comedia       | Cheryl Hines                                | Nominada  |
| 2002 | Mejor serie de comedia                           | Mejor serie de comedia                      | Nominada  |
| 2003 | Mejor casting en una serie de comedia            | Allison Jones                               | Nominada  |
| 2003 | Mejor dirección en una serie de comedia          | Larry Charles                               | Nominado  |
| 2003 | Mejor dirección en una serie de comedia          | Bryan Gordon                                | Nominado  |
| 2003 | Mejor dirección en una serie de comedia          | Robert B. Weide                             | Nominado  |
| 2003 | Mejor montaje en una serie de comedia monocámara | Jon Corn                                    | Nominado  |
| 2003 | Mejor montaje en una serie de comedia monocámara | Steven Rasch                                | Nominado  |
| 2003 | Mejor actor - Serie de comedia                   | Larry David                                 | Nominado  |
| 2003 | Mejor serie de comedia                           | Mejor serie de comedia                      | Nominada  |
| 2005 | Mejor casting en una serie de comedia            | Allison Jones                               | Nominada  |
| 2005 | Mejor dirección en una serie de comedia          | Robert B. Weide                             | Nominado  |
| 2005 | Mejor montaje en una serie de comedia monocámara | Steven Rasch                                | Nominado  |
| 2005 | Mejor actor - Serie de comedia                   | Larry David                                 | Nominado  |
| 2005 | Mejor actriz de reparto - Serie de comedia       | Cheryl Hines                                | Nominada  |
| 2005 | Mejor serie de comedia                           | Mejor serie de comedia                      | Nominada  |
| 2007 | Mejor casting en una serie de comedia            | Allison Jones                               | Nominada  |
| 2007 | Mejor montaje en una serie de comedia monocámara | Steven Rasch                                | Nominado  |
| 2007 | Mejor actriz invitada - Serie de comedia         | Shelley Berman                              | Nominada  |
| 2007 | Mejor serie de comedia                           | Mejor serie de comedia                      | Nominada  |
| 2009 | Mejor actor - Serie de comedia                   | Larry David                                 | Nominado  |
| 2009 | Mejor serie de comedia                           | Mejor serie de comedia                      | Nominada  |
| 2009 | Mejor montaje en una serie de comedia monocámara | Steven Rasch                                | Nominado  |
| 2009 | Mejor montaje en una serie de comedia monocámara | Roger Nygard                                | Nominado  |
| 2009 | Mejor montaje en una serie de comedia monocámara | Jon Corn                                    | Nominado  |
| 2011 | Mejor montaje en una serie de comedia monocámara | Steven Rasch                                | Ganador   |
| 2011 | Mejor actor - Serie de comedia                   | Larry David                                 | Nominado  |
| 2011 | Mejor actor invitado - Serie de comedia]         | Michael J. Fox                              | Nominado  |
| 2011 | Mejor dirección en una serie de comedia          | Robert B. Weide                             | Nominado  |
| 2011 | Mejor serie de comedia                           | Mejor serie de comedia                      | Nominada  |